# Un meraviglioso declino
Un meraviglioso declino è il primo album del cantautore siciliano Colapesce, pubblicato il 30 gennaio 2012 da 42Records e distribuito da Audioglobe.

## Il disco
L'album è stato registrato nel periodo primavera-estate del 2011 presso il Posada Negros Studios di Lecce, le Officine Meccaniche di Milano, il Vertigo Studio di Siracusa e l'Alpha Dept di Bologna e alla cui realizzazione hanno collaborato Giuseppe Sindona e Toti Valente (ex membri con Urciullo degli Albanopower) e Francesco Cantone (ex Tellaro). L'album è stato prodotto e mixato da Giacomo Fiorenza (produttore di tra gli altri di Offlaga Disco Pax, Moltheni, Paolo Benvegnù).
Nel disco hanno collaborato: Sara Mazo (ex Scisma) in Sottotitoli, Alessandro Raina (voce degli Amor Fou e compagno di Urciullo nel duo Santiago) ne I barbari, Lucia Manca e Grazia Negro nei cori, Andrea Suriani (tastierista dei My Awesome Mixtape) e Roy Paci nelle vesti di direttore dell'orchestra d'archi e ottoni, nonché responsabile delle orchestrazioni ed esecutore.
A coloro i quali abbiano prenotato il disco è stato regalato un album di cover dal titolo Nove cover, raccolta di rivisitazioni di brani, tra gli altri, di Michael Jackson, Antonello Venditti, Alan Sorrenti e Blonde Redhead.

## Premi
Questo album ha vinto la Targa Tenco 2012 nella categoria "migliore opera prima".

## Tracce
1. Restiamo in casa
2. Satellite
3. La zona rossa
4. Un giorno di festa
5. Oasi
6. Le foglie appese
7. Quando tutto diventò blu
8. I Barbari
9. La distruzione di un amore
10. Sottotitoli
11. S'illumina
12. Il mattino dei morti viventi
13. Bogotà

## Formazione
- Lorenzo Urciullo - voce, chitarra, tastiere
- Toti Valente - batteria, percussioni
- Giuseppe Sindona - basso
- Francesco Cantone - tastiere, piano

### Altri musicisti
- Roy Paci - arrangiamenti di fiati su La distruzione di un amore, fiati
- Mirko Onofrio (Brunori Sas) - fiati
- Alessandro Raina (Amor Fou) - voce su I Barbari
- Sara Mazo (Scisma) - voce su Sottotitoli
- Andrea Suriani (My Awesome Mixtape)
- Lucia Manca, Grazia Negro - cori